# Колекційна картка

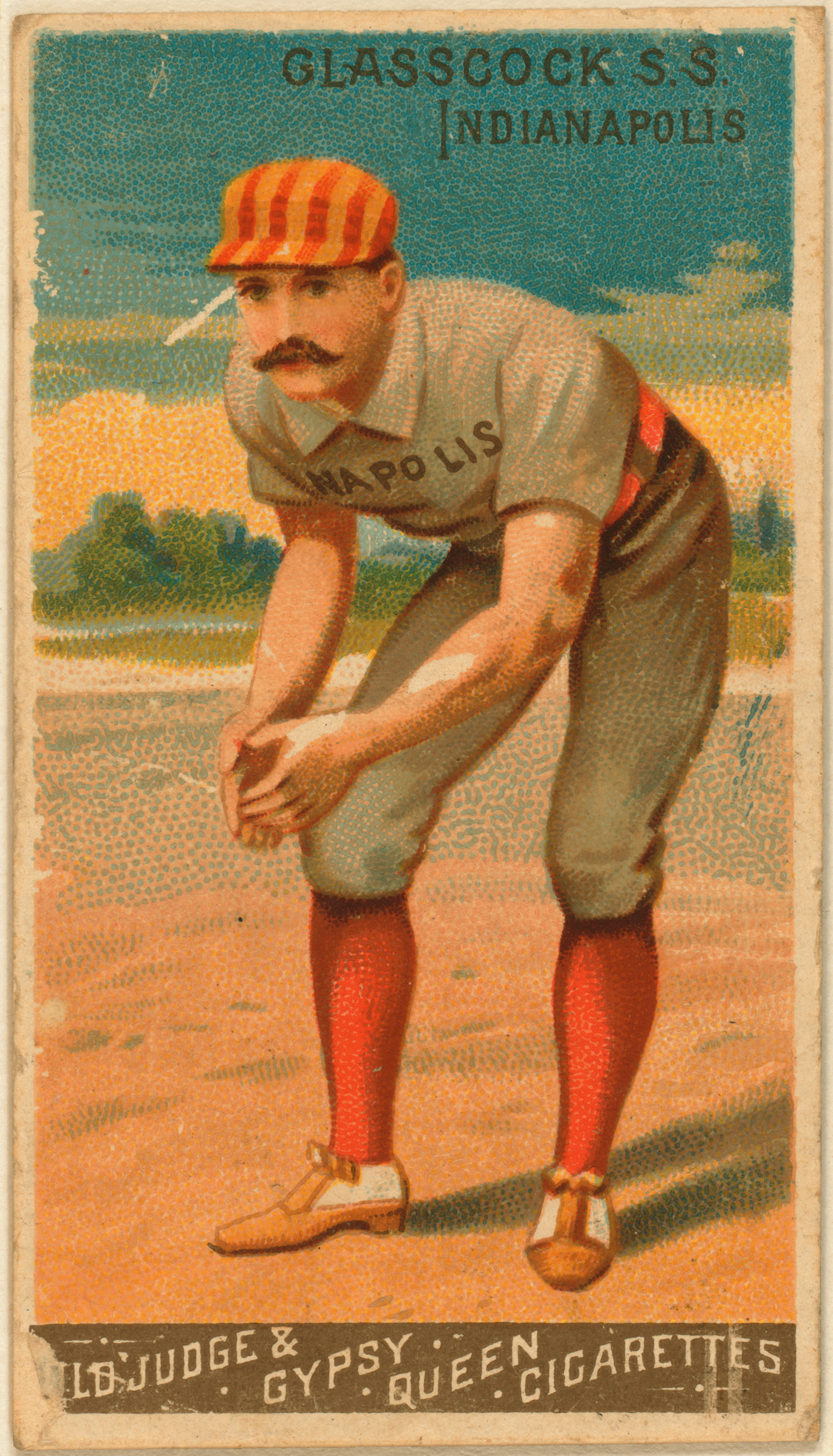
Джек Гласскок, зображений на картці 1888 року із серії Benjamin K. Edwards Collection

Колекційна картка (англ. Trading card або англ. Collectible card) — невелика картка, як правило, з картону або щільного паперу, яка зазвичай містить зображення конкретної людини, місця або речі (вигаданої або реальною), а також короткий опис зображення та іншу інформацію (наприклад, статистику або подробиці). Існує велика кількість різних типів карток.
Колекційні картки традиційно асоціюються зі спортом, найбільш популярними є бейсбольні картки. Колекціонування карток зародилось як захоплення в США в другій половині XIX століття та стало традиційним хобі в Північній Америці, тому серед видів спорту найширше представлені на картках американський футбол, бейсбол, баскетбол і хокей.
Картки, що не стосуються спорту (наприклад, картки з покемонами), вважають окремою категорією — неспортивні колекційні картки. На нах часто представлені герої мультфільмів, коміксів, серіалів, кінофільмів.
У 1990-х роках картки, розроблені спеціально для гри, стали настільки популярними, що виділились в окрему категорію — колекційні карткові ігри.